# Suc-et-Sentenac
 Suc-et-Sentenac  là một xã ở tỉnh Ariège, thuộc vùng Occitanie ở phía tây nam nước Pháp.